# الدوري الكويتي الممتاز 2021–22
الدوري الكويتي الممتاز(دوري stc الكويت) موسم 2021-22م ،النسخة رقم (60) من البطولة. حامل اللقب هو النادي العربي.

## الفرق
| فريق     | المدينة      | الملعب الرئيسي                | سعة    |
| -------- | ------------ | ----------------------------- | ------ |
| العربي   | المنصورية    | استاد صباح السالم             | 26000  |
| الفحيحيل | الاحمدي      | ملعب الفحيحيل                 | 2000   |
| كاظمة    | العدايلية    | ملعب الصداقة والسلام          | 21,500 |
| الكويت   | كيفان        | ملعب نادي الكويت الرياضي      | 18,500 |
| النصر    | الفروانية    | استاد علي السالم الصباح       | 10000  |
| القادسية | مدينة الكويت | استاد محمد الحمد              | 22000  |
| الشباب   | الاحمدي      | ملعب الاحمدي                  | 18000  |
| السالمية | حولي         | ملعب ثامر                     | 16,105 |
| التضامن  | الفروانية    | استاد الفروانية               | 14000  |
| اليرموك  | مشرف         | عبدالله الخليفة الصباح ستدويم | 15000  |

## جدول الدوري
| الترتيب | اسم الفريق | لعب | فوز | تعادل | خسارة | له | عليه | فارق | نقاط | اخر خمس مباريات | اخر خمس مباريات | اخر خمس مباريات | اخر خمس مباريات | اخر خمس مباريات | ملاحظات |
| ------- | ---------- | --- | --- | ----- | ----- | -- | ---- | ---- | ---- | --------------- | --------------- | --------------- | --------------- | --------------- | ------- |
| الأول   | الكويت     | 18  | 13  | 3     | 2     | 37 | 11   | +26  | 42   | ف               | ف               | ف               | ف               | ف               | البطل   |
| الثاني  | كاظمة      | 18  | 10  | 5     | 3     | 24 | 17   | +7   | 35   | خ               | ت               | ف               | خ               | ف               |         |
| الثالث  | العربي     | 18  | 10  | 2     | 6     | 32 | 23   | +9   | 32   | خ               | ف               | ف               | خ               | خ               |         |
| الرابع  | السالمية   | 18  | 9   | 4     | 5     | 32 | 24   | +8   | 31   | ف               | خ               | خ               | ف               | ت               |         |
| الخامس  | القادسية   | 18  | 9   | 3     | 6     | 25 | 23   | +2   | 30   | خ               | ت               | ف               | خ               | ف               |         |
| السادس  | النصر      | 18  | 7   | 3     | 8     | 28 | 24   | +4   | 24   | ف               | خ               | خ               | ف               | ف               |         |
| السابع  | الفحيحيل   | 18  | 4   | 6     | 8     | 16 | 26   | -10  | 18   | ف               | ف               | خ               | ت               | خ               |         |
| الثامن  | التضامن    | 18  | 4   | 4     | 10    | 30 | 41   | -11  | 16   | ف               | ف               | خ               | ت               | ت               |         |
| التاسع  | اليرموك    | 18  | 3   | 3     | 12    | 20 | 35   | -15  | 12   | خ               | خ               | ف               | ف               | خ               | هبوط    |
| العاشر  | الشباب     | 18  | 3   | 3     | 12    | 9  | 29   | -20  | 12   | خ               | خ               | خ               | خ               | خ               | هبوط    |

### أفضل الهدافين
| رتبة | اسم اللاعب       | مركز اللاعب | فريق       | الأهداف | أهداف من ركلات جزاء |
| ---- | ---------------- | ----------- | ---------- | ------- | ------------------- |
| 1    | شبيب الخالدي     | هجوم        | نادي كاظمة | 11      | 2                   |
| 2    | كارلوس ريفاس     | هجوم        | اليرموك    | 10      | 1                   |
| 3    | ايلوج بلاكا فيسو | هجوم        | التضامن    | 8       | 0                   |
| 3    | طه ياسين الخنيسي | هجوم        | الكويت     | 8       | 3                   |
| 5    | باتريك فابيانو   | هجوم        | السالمية   | 7       | 3                   |
| 5    | مهدي براهمة      | وسط         | الكويت     | 7       | 4                   |
| 5    | دينيس سيسوغ      | هجوم        | النصر      | 7       | 0                   |

## روابط خارجية
- | - ع - ن - ت مواسم الدوري الكويتي                                                                                                                                                                                                                                                                                                                                                                                                                                                                                                                                                                                | - ع - ن - ت مواسم الدوري الكويتي |
| --- | -------------------------------- |
| - 1961–62 - 1962–63 - 1963–64 - 1964–65 - 1965–66 - 1966–67 - 1967–68 - 1968–69 - 1969–70 - 1970–71 - 1971–72 - 1972–73 - 1973–74 - 1974–75 - 1975–76 - 1976–77 - 1977–78 - 1978–79 - 1979–80 - 1980–81 - 1981–82 - 1982–83 - 1983–84 - 1984–85 - 1985–86 - 1986–87 - 1987–88 - 1988–89 - 1989–90 - 1990–91 - 1991–92 - 1992–93 - 1993–94 - 1994–95 - 1995–96 - 1996–97 - 1997–98 - 1998–99 - 1999–2000 - 2000–01 - 2001–02 - 2002–03 - 2003–04 - 2004–05 - 2005–06 - 2006–07 - 2007–08 - 2008–09 - 2009–10 - 2010–11 - 2011–12 - 2012–13 - 2013–14 - 2014–15 - 2015–16 - 2016–17 - 2017–18 - 2018–19 - 2019–20 |                                  |